# 신유바리역
신유바리역(일본어: 新夕張駅)은 일본 홋카이도 유바리시에 위치한 홋카이도 여객철도 세키쇼 선의 철도역이다. 역 번호는 K20이며, 이 역을 기점으로 하는 유바리 지선 등 2개의 노선이 운영중이므로, 섬식 승강장 2면 4선의 구조를 갖춘 지상역이다.

## 타는 곳
| 1     | ■ 세키쇼 선 | 특급         | 삿포로 · 오비히로 · 구시로 방면 |
| 1     | ■ 세키쇼 선 | 보통         | 오이와케 방면                   |
| 2     | ■ 세키쇼 선 | 특급         | 오비히로 방면                   |
| 2     | ■ 세키쇼 선 | 보통         | 유바리 방면                     |
| 3 · 4 | ■ 세키쇼 선 | 보통         | 오이와케 · 지토세 방면          |
| 3 · 4 | ■ 세키쇼 선 | 보통         | 유바리 방면                     |
| 0     | ■ 세키쇼 선 | 사용 휴지 중 | 사용 휴지 중                    |

## 이용 현황
| 연도     | 1일 평균 | 연도     | 1일 평균 |
| 2000년도 | 142      | 2004년도 | 100      |
| 2001년도 | 135      | 2005년도 | 104      |
| 2002년도 | 115      | 2006년도 | 100      |
| 2003년도 | 101      | 2007년도 | 107      |
| -------- | -------- | -------- | -------- |

## 역 주변
- 국도 제247호선 · 국도 제452호선
- 도토 자동차도 유바리 나들목

## 인접 역
| 홋카이도 여객철도 세키쇼 선               | 홋카이도 여객철도 세키쇼 선          | 홋카이도 여객철도 세키쇼 선 |
| ----------------------------------------- | ------------------------------------ | --------------------------- |
| K 15 오이와케 미나미치토세 방면           | ■ 특급 '슈퍼 오조라' · '슈퍼 토카치' | 시무캇푸 K 21 구시로 방면   |
| K 18 다키노우에 미나미치토세 방면         | ■ 보통                               | 시·종착역                   |
| 홋카이도 여객철도 세키쇼 선 (유바리 지선) |                                      |                             |
| 시·종착역                                 | ■ 유바리 지선                        | 누마노사와 Y 21 유바리 방면 |